# The Song of Hate
The Song of Hate è un film muto del 1915 diretto da J. Gordon Edwards.

## Trama
A Roma, il barone Scarpia, capo della polizia è ossessionato dalla passione che prova per Floria Tosca, una bellissima cantante che però ama il pittore Maurice Saranof. Spinto dalla gelosia, Scarpia imprigiona Saranof, sospettando che abbia favorito un amico, sospettato di essere una spia austriaca. Floria, sentendo le urla dell'amato che viene torturato dagli sgherri di Scarpia per estorcergli le informazioni su dove si nasconda il fuggitivo, cede e rivela lei il nascondiglio. In cambio, avrà salva la vita dell'amante che subirà una falsa fucilazione. Ma quando Scarpia viene per riscuotere il suo premio, la donna lo pugnala. Convinta di aver salvato Saranof, Floria di rivela che ormai lui è salvo. Ma i fucili dell'esecuzione, che dovevano essere caricati a salve, sparano per davvero, uccidendo il pittore. Floria, disperata, si uccide gettandosi giù dalle mura del carcere.

## Produzione
Il film fu prodotto dalla Fox Film Corporation.

## Distribuzione
Distribuito dalla Fox Film Corporation, il film - presentato da William Fox - uscì nelle sale cinematografiche USA nel settembre 1915.